# Branle filao
Erica arborescens
Ne doit pas être confondu avec branle vert.
Espèce
Classification phylogénétique
Le branle filao (Erica arborescens) est une espèce de bruyères arborescentes de la famille des Ericaceae. Elle est endémique de l'île de la Réunion. Elle est parfois appelée branle vert.
Elle se distingue facilement d'une autre espèce endémique également appelée branle vert (Erica reunionensis)  par son caractère plus forestier, par ses rameaux souples et légèrement retombants.